# Krystyna Ostromęcka
Krystyna Ostromęcka-Guryn, née le 12 mars 1948 à Bydgoszcz, est une joueuse de volley-ball polonaise.

## Carrière
Krystyna Ostromęcka participe aux Jeux olympiques de 1968 à Mexico. Elle remporte la médaille de bronze avec l'équipe nationale de Pologne lors de cette compétition.